# HostAP
HostAPは、 Linux用のIEEE 802.11 デバイスドライバ で一般的に使用されていたが、2016年11月以降、Linuxカーネルでは廃止されている。Conexant （旧Intersil ） Prism 2 / 2.5 / 3チップセットを使用するカードで動作し、ホストAPモードをサポートする。これにより、 WLANカードがワイヤレスアクセスポイントのすべての機能を実行できる 。
ドライバーソースコードは、2008年にAtherosに雇われたJouni Malinenによって書かれ、 Linux 2.6.14のメインカーネルツリーに含まれていた。

## こちらもご覧ください
- Hostapd
- wpaサプリカント
- Linux用 Intel PRO / Wireless 2200BG APドライバー 、 ipw2200およびipw2915用のオープンソース802.11 b / gアクセスポイントドライバー

## 参照資料
1. ↑  https://git.kernel.org/cgit/linux/kernel/git/stable/linux-stable.git/commit/?id=ffd74aca44b70a2564da86e8878c1dd296009ffb
2. ↑  http://madwifi-project.org/wiki/news/20080725/ath9k-atheros-unveils-free-linux-driver-for